# Wahlrechtsraub
Als Wahlrechtsraub wird eine umstrittene Hamburger Verfassungsänderung bezeichnet, die am 28. Februar 1906 von der Hamburgischen Bürgerschaft beschlossen wurde und die einen weiteren Steuerzensus im Wahlrecht einführte.

## Vorgeschichte
Nachdem die Sozialdemokraten 1904 in der Hamburgischen Bürgerschaft 13 Mandate erringen konnten, schlug der Hamburgische Senat am 15. Mai 1905 eine Revision des Wahlrechts vor, um ein weiteres Erstarken der Sozialdemokratie zu verhindern. Senatssyndikus Bruno Louis Schaefer arbeitete für den Senat die Wahlrechtsvorlage aus. Er wurde im Jahre 1907, auch als Dank für diese Tätigkeit, in den Senat gewählt. Am 24. Dezember 1905 wurde der Gesetzentwurf veröffentlicht, in der Hoffnung, dass nur wenige ihn wegen der Weihnachtsfestes zur Kenntnis nehmen würden.

## Roter Mittwoch
Die SPD hatte schon während des ganzen vorherigen Jahres auf die geplante Wahlrechtsänderung in unzähligen Versammlungen aufmerksam gemacht. Als 17. Januar 1906 in der Hamburgischen Bürgerschaft die Debatte über die Wahlrechtsvorlage stattfand, rief die SPD parallel dazu zu Protestkundgebung auf. Die Folge war der erste große politische Streik in Hamburg, bei dem es auch zu den sogenannten Schopenstehlkrawallen kam. Mehr als 30.000 Menschen folgten dem Aufruf der SPD und verließen vorzeitig ihre Arbeit, um auf unterschiedlichen Veranstaltungen gegen den Wahlrechtsraub zu demonstrieren. Die Mehrzahl der Teilnehmer versammelte sich dann gegen den Willen der SPD vor dem Hamburger Rathaus, wo es zu größeren Kundgebungen kam. Später am Abend folgten Plünderungen und Ausschreitungen einer kleinen Personenzahl in der Hamburger Altstadt. Diese Ereignisse wurden von Richard J. Evans als roter Mittwoch bezeichnet.

## Beschluss
Am 28. Februar 1906 beschloss die Bürgerschaft mit 120 Pro- gegen 35 Kontra-Stimmen die Wahlrechtsvorlage.  Auch der Hamburger Senat stimmte der Wahlrechtsvorlage am 5. März zu, obwohl die beiden Bürgermeister Johann Heinrich Burchard und Johann Georg Mönckeberg dagegen stimmten.

## Änderungen des Wahlrechts
Das Wahlrecht zur Bürgerschaft war seit 1896 wie folgt konzipiert: die Bürgerschaft hatte 160 Mitglieder, 80 davon wurden von allen männlichen und volljährigen Staatsbürgern (ab 24 Jahren) gewählt, die in den letzten fünf Jahre vor einer Wahl pro Jahr mindestens 1200 Mark an Einkommen versteuert hatten. Weitere 40 Abgeordnete wurden von den Staatsbürgern gewählt, die vererbbaren Grundbesitz in der Stadt hatten. Die letzten 40 wurden von den sogenannten Notabeln, Staatsbürgern mit Ehrenamt, wie zum Beispiel Handelsrichter, gewählt. 
Das Wahlrecht wurde nun in der Form verändert, dass die erste Gruppe weiter aufgeteilt wurde. So wurden von den 80 Abgeordneten 48 von den Staatsbürgern gewählt, die ein Jahreseinkommen von über 2500 Mark hatten, 24 Abgeordnete von den Staatsbürgern, die zwischen 2500 und 1200 Mark Jahreseinkommen hatten. Die fehlenden 8 Abgeordnete waren für Staatsbürger, die im Landgebiet wohnten, reserviert.
Damit waren 128 Sitze der Bürgerschaft für einkommensstarke Wähler reserviert. So konnten Verfassungsänderungen, für die eine Zwei-Drittel-Mehrheit erforderlich war, nicht von der Sozialdemokratie blockiert werden.

## Auswirkungen
Die Wahlrechtsvorlage führte zu viel Streit und Verbitterung in der Stadt und in der Bürgerschaft. Von den 35 Mitgliedern, die gegen den Vorschlag gestimmt hatten, waren 13 Sozialdemokraten; 22 der Gegner gehörten anderen Fraktionen an. Von diesen 22 gründeten 13 die Fraktion der Vereinigten Liberalen. Von den restlichen traten einige, wie beispielsweise der ehemalige Fraktionsführer der Rechten  Albert Wolffson aus ihren Fraktionen aus.